# Фарнерн
Фарнерн (нім. Farnern) — громада  в Швейцарії в кантоні Берн, адміністративний округ Верхнє Ааргау.

## Географія
Громада розташована на відстані близько 38 км на північ від Берна.
Фарнерн має площу 3,7 км², з яких на 4,4% дозволяється будівництво (житлове та будівництво доріг), 65,2% використовуються в сільськогосподарських цілях, 30,4% зайнято лісами, 0% не є продуктивними (річки, льодовики або гори).

## Демографія
2019 року в громаді мешкало 215 осіб (+6,4% порівняно з 2010 роком), іноземців було 4,7%. Густота населення становила 58 осіб/км².
За віковим діапазоном населення розподілялося таким чином: 18,1% — особи молодші 20 років, 59,5% — особи у віці 20—64 років, 22,3% — особи у віці 65 років та старші. Було 95 помешкань (у середньому 2,2 особи в помешканні).